# Distrikt Lircay
Der Distrikt Lircay liegt in der Provinz Angaraes in der Region Huancavelica im südwestlichen Zentral-Peru. Der Distrikt wurde am 21. Juni 1825 gegründet. Er besitzt eine Fläche von 826 km². Beim Zensus 2017 wurden 24.722 Einwohner gezählt. Im Jahr 1993 lag die Einwohnerzahl bei 20.045, im Jahr 2007 bei 24.614. Die Distriktverwaltung befindet sich in der 3278 m hoch gelegenen Provinzhauptstadt Lircay.

## Geographische Lage
Der Distrikt Lircay liegt im Südwesten der Provinz Angaraes, etwa 35 km südöstlich der Regionshauptstadt Huancavelica. Der Distrikt liegt im ariden Andenhochland. Der Fluss Río Urubamba (streckenweise auch Río Lircay), ein Zufluss des Río Cachi, durchfließt den Distrikt.
Der Distrikt Lircay grenzt im Norden an die Distrikte Ccochaccasa, Anchonga und Huayllay Grande, im Osten an die Distrikte Huanca-Huanca, Secclla und Santo Tomás de Pata, im Südosten an den Distrikt Vinchos (Provinz Huamanga in der Region Ayacucho), im Südwesten an den Distrikt Pilpichaca (Provinz Huaytará) sowie im Westen an den Distrikt Huachocolpa (Provinz Huancavelica).